# Kalakhana (Chamakhi)
Kalakhana est un village de la région de Şamaxı en Azerbaïdjan.

## Géographie
Le village de Kalakhana de la région de Şamaxı est situé dans la circonscription administrative du village de Kalakhana.

## Économie
La principale occupation de la population du village est l'agriculture et l'élevage.

## Population
Selon les statistiques de 2009, la population du village est de 804 personnes.

## Culture
Il y a une école, une bibliothèque, un centre médical, un complexe de monuments architecturaux du XVIIe siècle et un monument en l'honneur des compatriotes morts pendant la Seconde Guerre mondiale dans le village.